# Beate Klarsfeld

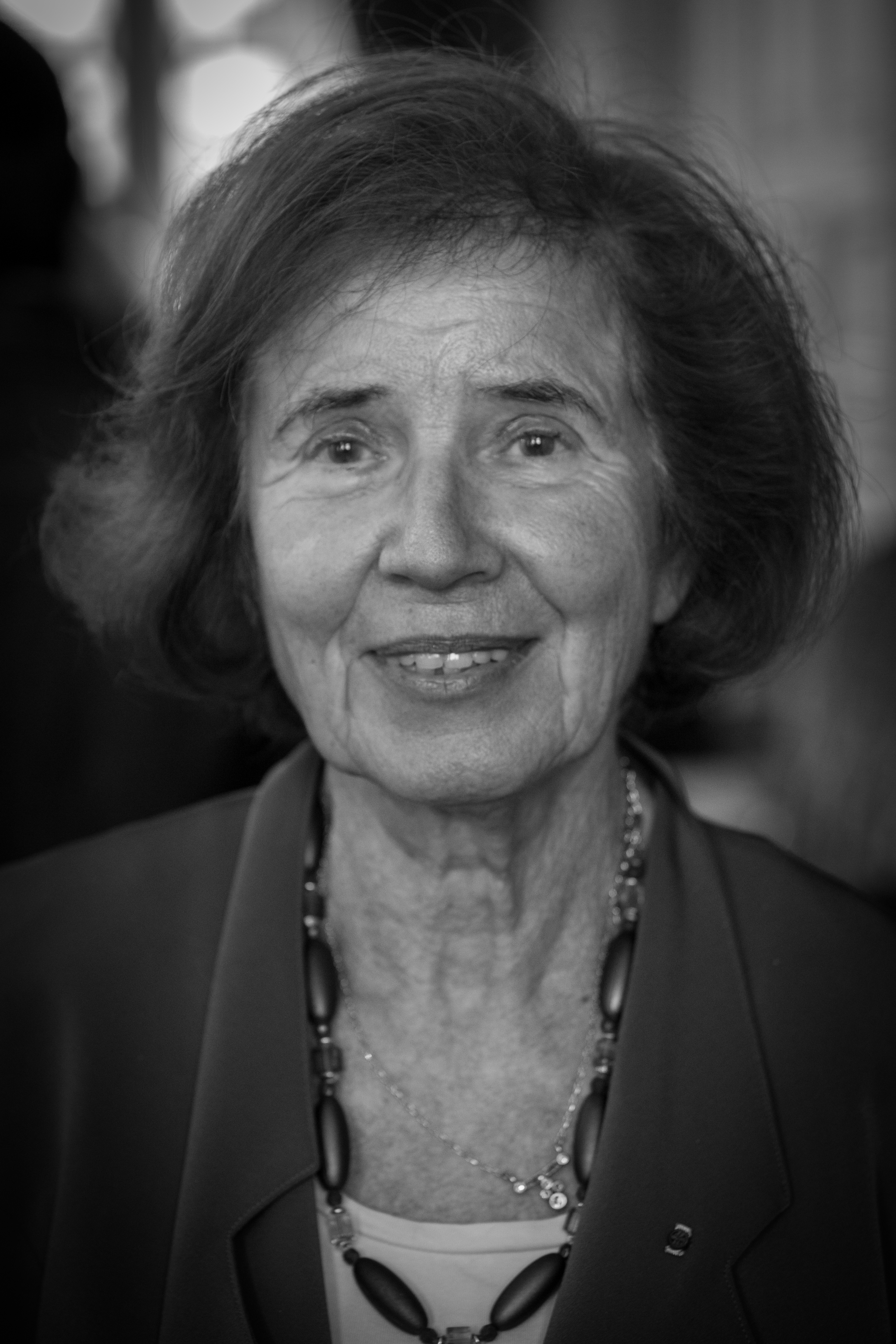
Beate Klarsfeld (2015)

Beate Auguste Klarsfeld (* 13. Februar 1939 in Berlin als Beate Auguste Künzel) ist eine deutsch-französische politische Aktivistin. Bekannt wurde sie durch die Ohrfeige gegen den 1966 zum neuen deutschen Bundeskanzler gewählten Kurt Georg Kiesinger (CDU), ihre Nähe zur Staatssicherheit der DDR sowie zusammen mit ihrem französischen Mann Serge Klarsfeld durch ihr Engagement bei der Aufklärung und Verfolgung von NS-Verbrechen. Zusammen mit ihrem Mann hat sie mit detaillierten Dokumentationen auf zahlreiche unbehelligt lebende nationalsozialistische Täter hingewiesen: Kurt Lischka, Alois Brunner, Klaus Barbie, Ernst Ehlers, Kurt Asche u. a. Im März 2012 kandidierte Klarsfeld für Die Linke bei der Wahl des deutschen Bundespräsidenten gegen Joachim Gauck, dem sie mit 126 zu 991 Stimmen unterlag.

## Leben

### Herkunft
Sie ist das einzige Kind von Helene (geb. Scholz) und Kurt Künzel, der Versicherungsangestellter war. Die Eltern waren laut Klarsfeld keine Nazis, hatten jedoch für Hitler gestimmt. Der Vater wurde im Sommer 1939 zur Infanterie eingezogen. Ab Sommer 1940 kämpfte seine Einheit in Frankreich und wurde im Sommer 1941 an die Ostfront verlegt, von wo er im folgenden Winter wegen einer doppelseitigen Lungenentzündung nach Deutschland versetzt und im Folgenden als Buchhalter eingesetzt wurde. Beate Künzel verbrachte einige Monate in Łódź bei ihrem Patenonkel, der ein nationalsozialistischer Beamter war. Die Wohnung in Berlin wurde ausgebombt  und Beate Künzel mit ihrer Mutter von Verwandten in Sandau (heute Polen) aufgenommen. Im Jahr 1945 kam dorthin auch der Vater nach seiner Entlassung aus britischer Kriegsgefangenschaft. Haus und Besitz in Sandau wurden durch die polnischen Behörden enteignet und die Familie vertrieben. Beate Künzel kehrte nach Berlin zurück. Ab dem Alter von ungefähr vierzehn Jahren begann sie sich häufig mit ihren Eltern zu streiten, weil diese sich nicht für die NS-Zeit verantwortlich fühlten, die ihnen widerfahrenen Ungerechtigkeiten und materiellen Verluste bedauerten, die Sowjets anklagten, aber selbst kein Mitleid für andere Länder empfanden.

### Übersiedelung nach Paris

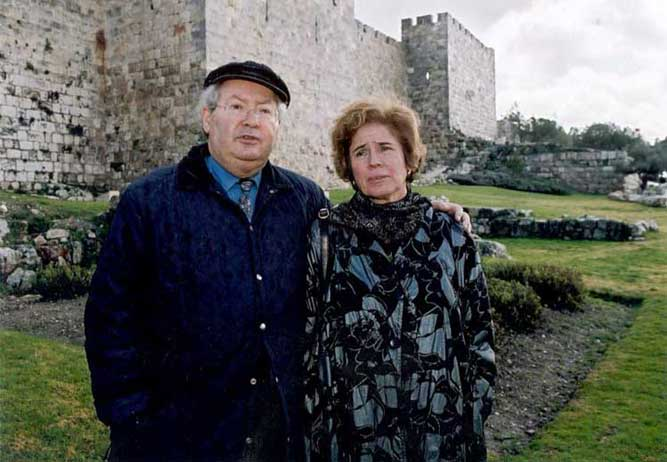
Klarsfeld mit ihrem Ehemann Serge in Jerusalem (2007)

1960 ging Beate Künzel für ein Jahr als Au-pair-Mädchen nach Paris. Nach eigenem Bekunden waren ihr damals „Politik und Geschichte vollkommen fremd“. Doch wurde sie in Paris mit den Folgen des Holocaust konfrontiert. 1963 heiratete sie den französischen Rechtsanwalt und Historiker Serge Klarsfeld, dessen Vater der Judenverfolgung zum Opfer gefallen und in Auschwitz ermordet worden war. Nach Beate Klarsfelds Worten hat ihr Mann ihr geholfen, „eine Deutsche mit Gewissen und Bewusstsein zu werden“.
Zwei Kinder gingen aus der Ehe hervor: Arno David (* 1965) und Lida Myriam (* 1973). Nach wechselnden Anstellungen arbeitete sie ab 1964 als Sekretärin beim gerade entstandenen Deutsch-Französischen Jugendwerk (DFJW). Dort veröffentlichte sie den Ratgeber Deutsche Mädchen au pair in Paris. Während eines unbezahlten Urlaubsjahres nach der Geburt ihres Sohnes beschäftigte sich Klarsfeld zunehmend mit feministischer Literatur und der Frauenemanzipation in Deutschland. Ende 1966 zog sie mit ihrer Familie, ihrer Schwiegermutter und der dreiköpfigen Familie von Serges Schwester in eine gemeinsame Wohnung.

### Aktionen gegen Kiesinger
Anlässlich eines Parisbesuchs des im Jahr 1966 zum neuen deutschen Bundeskanzler gewählten Kurt Georg Kiesinger (CDU) nahm Klarsfeld, die damals Auslandsmitglied der SPD war, in einem Diskussionsbeitrag für die französische Zeitung Combat vom 14. Januar 1967 gegen Kiesingers Kanzlerschaft, aber für dessen Außenminister Willy Brandt (SPD) Stellung. Es folgten weitere Artikel für Combat im März und am 27. Juli des Jahres. Unter anderem hielt sie Kiesinger vor, sich „bei den Reihen der Braunhemden“ einen „ebenso guten Ruf“ verschafft zu haben „wie in denen der CDU“. Daraufhin wurde ihr Ende August 1967 vom Deutsch-Französischen Jugendwerk gekündigt. Die Klarsfelds beschlossen, gegen die Entscheidung juristisch anzugehen, und starteten eine publizistische Kampagne gegen Kiesinger.
Um auf Kiesingers nationalsozialistische Vergangenheit hinzuweisen, initiierte Beate Klarsfeld eine Kampagne mit verschiedenen öffentlichen Aktionen. Kiesinger hatte sich Ende Februar 1933 als Mitglied der NSDAP eintragen lassen und war seit 1940 im Außenministerium zum stellvertretenden Leiter der rundfunkpolitischen Abteilung aufgestiegen, die für die Beeinflussung des ausländischen Rundfunks verantwortlich war. Kiesinger war hier für die Verbindung zum Reichspropagandaministerium zuständig. Klarsfeld warf Kiesinger vor, Mitglied im Verwaltungsrat der Interradio AG gewesen zu sein, die ausländische Radiosender zu Propagandazwecken aufkaufte. Darüber hinaus sei er ein Hauptverantwortlicher für die Inhalte des deutschen Auslandsrundfunks gewesen, welche antisemitische Propaganda und Kriegspropaganda umfassten, und habe eng mit den SS-Funktionären Gerhard Rühle und Franz Alfred Six, der direkt für Massenmorde in Osteuropa verantwortlich war, zusammengearbeitet. Kiesinger habe die antisemitische Propaganda auch dann noch fortgesetzt, nachdem er von den Morden an Juden wusste. Diese Vorwürfe stützten sich zum Teil auf Dokumente, die das für die Aufarbeitung der Kriegs- und Naziverbrechen und Agitation zuständige Mitglied im SED-Politbüro, Albert Norden, veröffentlicht hatte.
Klarsfeld rief Kiesinger am 2. April 1968 im Bonner Bundestag von der Besuchertribüne „Nazi, tritt zurück!“ zu und wurde abgeführt, aber alsbald freigelassen. Einer archivierten Gesprächsnotiz zufolge reiste sie Ende April 1968 nach Ost-Berlin, um dort mit dem Nationalrat, dem obersten Gremium der Nationalen Front, „über die Vorbereitung einiger Aktionen gegen Kiesinger zu beraten und entsprechende Unterstützung zu erhalten“. Am 9. Mai sollte in West-Berlin eine Protestveranstaltung der Außerparlamentarischen Opposition (APO) „über die Nazi-Vergangenheit Kiesingers stattfinden“. Eine Pressekonferenz war für den 10. Mai vorgesehen. Am 14. Mai wollte Klarsfeld in Paris ein „Kiesinger-Colloquium“ organisieren. Die West-Abteilung des SED-Zentralkomitees setzte umgehend den Vorsitzenden Walter Ulbricht über die Pläne Klarsfelds in Kenntnis. Daraufhin wurde der Nationalrat angewiesen, „Frau Klarsfeld jede sachdienliche Hilfe zu gewähren“. Sie wurde schließlich beim Druck einer Broschüre in einer Auflage von 30.000 Stück unterstützt, jedoch nicht wie von ihr gewünscht finanziell.
Auf der Veranstaltung am 9. Mai im Audimax der Technischen Universität Berlin führten Klarsfeld, Günter Grass, der Kiesinger 1966 in einem offenen Brief zum Rücktritt aufgefordert hatte, Johannes Agnoli, Ekkehart Krippendorff, Jacob Taubes und Michel Lang vom studentischen „Jüdischen Arbeitskreis für Politik“ vor 2000 bis 3000 Studierenden eine Podiumsdiskussion. Grass wurde vor Beginn seiner Rede zunächst aus dem Publikum ausgepfiffen. Klarsfeld, die Kiesinger als Hauptgefahr für Deutschland darstellte und die Nationaldemokratische Partei Deutschlands als rechten Flügel der CDU bezeichnete, versprach den Anwesenden, ihn öffentlich ohrfeigen zu wollen. Auch sie wurde für ihre Äußerungen von Vertretern des SDS und einem Teil des Publikums nicht ernst genommen und ausgelacht. Grass’ These, ein Rücktritt Kiesingers sei Voraussetzung für eine effiziente Bekämpfung der NPD, widersprachen Agnoli und Krippendorff. Die Versammlung nahm mit einer 3/4-Mehrheit eine Resolution an, die Kiesinger zum Rücktritt aufforderte. Grass lehnte Klarsfelds Vorhaben einer Ohrfeige ab.
Kiesinger gab Mitte 1968 als Zeuge in einem Gerichtsprozess an, bis 1942 nicht von der Ermordung der Juden gehört und Meldungen aus dem Ausland hierzu erst gegen Ende 1944 geglaubt zu haben. Während des CDU-Parteitags in Berlin am 7. November 1968 bestieg Klarsfeld das Podium der Berliner Kongresshalle, ohrfeigte Kiesinger und rief: „Nazi, Nazi, Nazi!“ Wenige Tage nach der Tat äußerte sie gegenüber dem Spiegel, dass sie die Ohrfeige bereits am 9. Mai 1968 geplant und lange vorbereitet habe. Sie habe damit zum Ausdruck bringen wollen, dass sich ein Teil des deutschen Volkes – insbesondere die Jugend – dagegen auflehnt, dass ein Nazi an der Spitze der Bundesregierung steht. Berlin sei als Schauplatz der Aktion ausgesucht worden, weil Beate Klarsfeld und ihr Mann erwarteten, dass sie wegen des Viermächte-Status der Stadt als französische Staatsbürgerin nur milde bestraft würde.
Beate Klarsfeld wurde noch am 7. November 1968, dem Tag der Tat, in einem beschleunigten Verfahren zu einem Jahr Gefängnis verurteilt, musste diese Strafe jedoch wegen ihrer auch französischen Staatsangehörigkeit nicht antreten. Ihr Verteidiger war Horst Mahler. Der Richter begründete die Höhe der Strafe – es war die höchstmögliche im Rahmen eines beschleunigten Verfahrens – damit, dass politische Überzeugungen nicht mit Gewalt vertreten werden dürften. Derartiges müsse angesichts der deutschen Vergangenheit bereits im Keim erstickt werden. Dass der Verletzte Bundeskanzler war, habe keinen Einfluss auf die Höhe der Strafe gehabt. Klarsfeld legte gegen dieses Urteil Berufung ein. Als Anerkennung für die Tat schickte ihr der Schriftsteller und spätere Literaturnobelpreisträger Heinrich Böll rote Rosen nach Paris. Grass hingegen bezeichnete Klarsfelds Tat als „irrational“ und kritisierte Bölls Reaktion, wogegen sich dieser verwahrte. Während einer Welle gewalttätiger Aktionen und Anschlägen der Studentenbewegung wurden nach dem Urteil gegen Klarsfeld auch die Fenster des Richters mit Steinen beworfen, was der SDS als „eine adäquate Antwort auf ein Terrorurteil sondergleichen“ bezeichnete. Später, in der zweiten Jahreshälfte 1969, wurde die Strafe für Klarsfeld zu vier Monaten Gefängnis reduziert, die zur Bewährung ausgesetzt wurden. Klarsfeld begründete die Tat in einem Gedicht, das sie in einer Version am 23. November 1968 auch für eine Schallplatte aufnahm. Demnach wollte Klarsfeld ihre Ohrfeige im Namen von 50 Millionen Toten des Zweiten Weltkrieges und der künftigen Generationen ins „abstoßende Gesicht der zehn Millionen Nazis“ verstanden wissen. Deutschland brauchte ihres Erachtens die Ohrfeige zum Beweis der Schuld der NS-Anhänger, zur Rache für tote Sowjets und deutsche jugendliche getäuschte Soldaten in der Schlacht von Stalingrad, für die Opfer des Holocaust, damit Deutsche mit KZ-Opfern mitempfinden, zur Reinigung der mit der Hakenkreuzfahne besetzten Länder und Erinnerung an Besatzungsgegner wie Manolis Glezos, zur Ehre für die Geschwister Scholl, zur Aussöhnung mit dem jüdischen, russischen und polnischen Volk, für einen gemeinsamen Antifaschismus, für eine Vereinigung „befreit vom Drang nach Vorherrschaft“ von „drei oder zwei“ Deutschlands zu einem in „Sozialismus und Frieden, das die anderen Völker der Erde respektiert“ und zur Achtung für die Frauen unter den Opfern von Holocaust, Bombenkrieg und Folter.
Beate Klarsfeld setzte ihre Aktionen unmittelbar fort und reiste in Begleitung ihrer Schwiegermutter am 11. November 1968 nach Brüssel, wo Kiesinger am Abend des 13. November 1968 vor den Grandes Conférences Catholiques sprechen sollte. Die Klarsfelds erhielten am Morgen dieses Tages von der belgischen Polizei eine Aufforderung zum Verlassen des Landes, der sie aber erst am Nachmittag nachkamen, nachdem Beate Klarsfeld Vorträge vor Studenten gehalten und Flugblätter verteilt hatte. In ihrer Abwesenheit wurde die abendliche Rede Kiesingers mehrfach von ca. 100 Studenten im Publikum gestört.
Ende 1968 bezeichnete sie Kiesinger im Münchner Kabarett Rationaltheater erneut als „Schreibtischtäter“. Kiesinger verzichtete jedoch auf eine weitere Strafverfolgung, ebenso wie auf einen ihm vom Gericht zugestandenen Abdruck des Urteils gegen Klarsfeld in sechs großen Zeitungen, dessen Kosten von ca. 30.000 D-Mark sie hätte tragen müssen. 1969 trat sie im Wahlkreis Waldshut zum Bundestagswahlkampf als Direktkandidatin der Partei Aktion Demokratischer Fortschritt gegen den Direktkandidaten der CDU, Bundeskanzler Kiesinger, an. Kiesinger erhielt 60.373 Stimmen, Klarsfeld 644.

### Weiteres Engagement

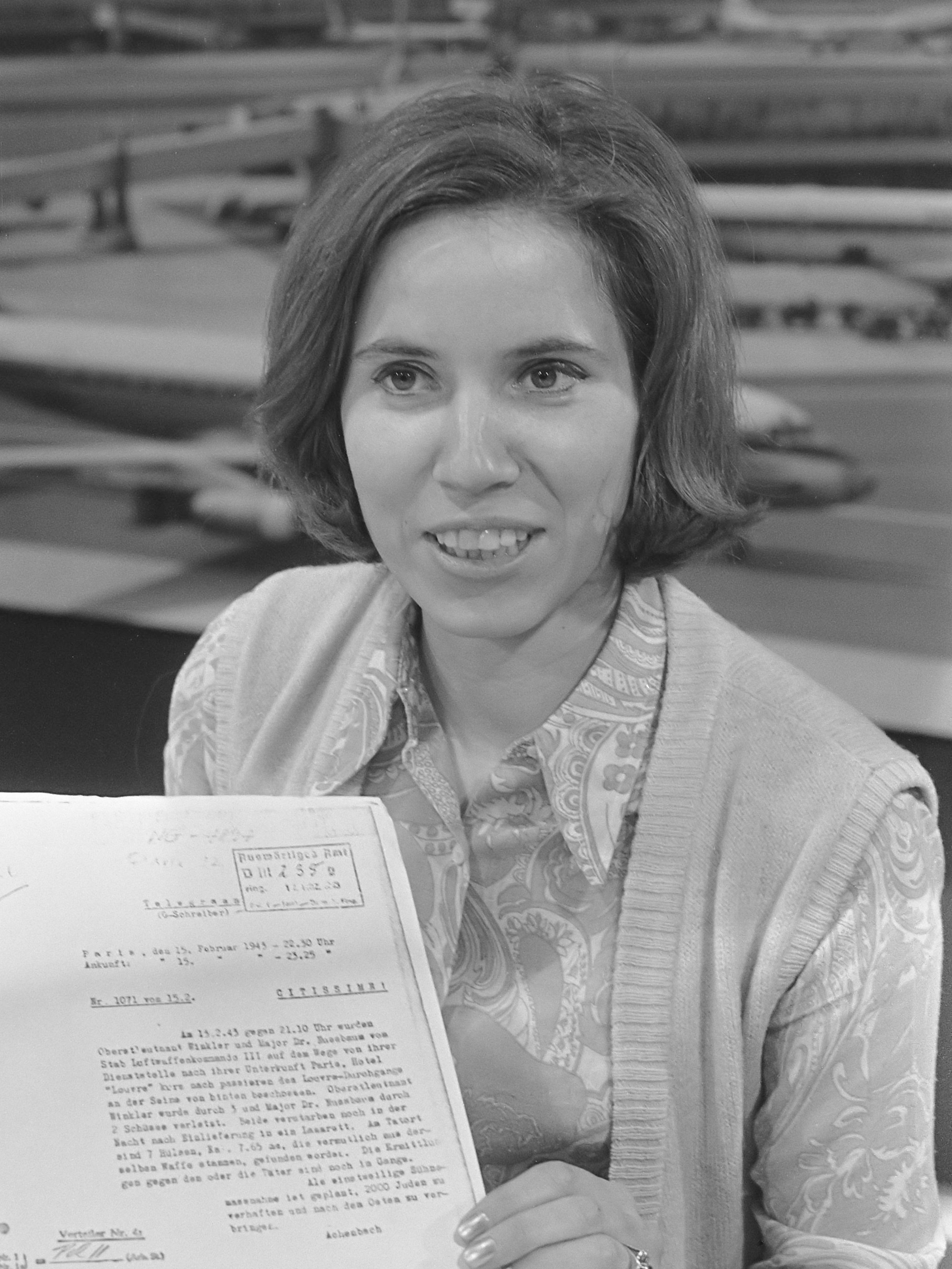
Beate Klarsfeld (1970) zeigt ein Dokument aus dem Jahre 1943, in dem Achenbach von der geplanten Deportation von 2000 Juden als Sühne für die Erschießung von 2 Deutschen berichtet

Im Februar 1971 demonstrierte Klarsfeld vor der Prager Karls-Universität gegen „Restalinisierung, Verfolgung und Antisemitismus“. In der Folge hatte sie vorübergehend ein Einreiseverbot in der DDR. Im März 1971 versuchte sie gemeinsam mit ihrem Mann, den für die Deportation von 76.000 Menschen aus Frankreich verantwortlichen Kurt Lischka aus Deutschland zu entführen und der Justiz in Paris auszuliefern, da eine frühere Verurteilung Lischkas weitere juristische Schritte blockierte. Beate Klarsfeld wurde dafür am 9. Juli 1974 zu zwei Monaten Freiheitsstrafe von einem Kölner Gericht verurteilt, die Strafe aber nach internationalen Interventionen und Protesten zur Bewährung ausgesetzt. Lischka blieb ebenfalls zunächst auf freiem Fuß. 1976 begannen Ermittlungen gegen Lischka, 1980 wurde er verurteilt.
In den 1970er Jahren wies Beate Klarsfeld wiederholt auf die Verstrickung des FDP-Politikers Ernst Achenbach in die Deportationen jüdischer Opfer aus Frankreich hin. 1976 gelang es ihr, seine politische Tätigkeit u. a. als Lobbyist von NS-Tätern kurz vor seiner geplanten Entsendung als bundesdeutscher Vertreter bei der Europäischen Gemeinschaft nach Brüssel zu stoppen. In den Jahren 1984 und 1985 bereiste sie die Militärdiktaturen Chile und Paraguay, um auf die Suche nach den dort vermuteten NS-Kriegsverbrechern Walther Rauff und Josef Mengele aufmerksam zu machen. 1986 hielt sich Beate Klarsfeld einen Monat lang im libanesischen West-Beirut auf und bot an, im Austausch für israelische Geiseln in Haft zu gehen.

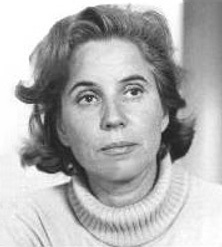
Beate Klarsfeld (1986)

Seit 1986 setzte sie sich gegen die Kandidatur des ehemaligen UN-Generalsekretärs Kurt Waldheim zum österreichischen Bundespräsidenten ein, dem vorgeworfen wurde, als Offizier der Wehrmacht an Kriegsverbrechen beteiligt gewesen zu sein. Sie besuchte seine Wahlkampfveranstaltungen und störte nach seiner Wahl Auftritte in Istanbul und Amman, wobei sie vom Jüdischen Weltkongress unterstützt wurde.
Am 4. Juli 1987 wurde der auf ihre Initiative gefasste SS-Kriegsverbrecher Klaus Barbie (bekannt als Schlächter von Lyon) verurteilt. Barbie wurden Verbrechen gegen die Menschlichkeit nachgewiesen. Schuldig gesprochen wurde er zu einer lebenslangen Haftstrafe verurteilt.
Diesen Erfolg bewertete Klarsfeld als das „wichtigste Ergebnis“ ihrer Aktionen. Bereits 1972 hatte sie seinen Aufenthaltsort in Bolivien aufgedeckt. Ihrem Engagement ist auch die Gründung der Gedenkstätte Maison d’Izieu (Kinder von Izieu) zu verdanken, in der an die Opfer der von Barbie begangenen Verbrechen erinnert wird.
1991 kämpfte sie für die Auslieferung des in Syrien lebenden Eichmann-Stellvertreters Alois Brunner, dem die Ermordung von 130.000 Juden in deutschen Konzentrationslagern angelastet wird. Im Jahr 2001 wurde Brunner durch die Bemühungen der Klarsfelds von einem französischen Gericht in Abwesenheit zu lebenslanger Haft verurteilt.
Im Juli 2001 rief Klarsfeld zu einer Demonstration in Berlin gegen den Staatsbesuch des syrischen Präsidenten Baschar al-Assad auf.
Beate und Serge Klarsfeld gaben ein Gedenkbuch heraus, in dem die Namen von über 80.000 Opfern der Judenverfolgung in Frankreich während der Zeit des Nationalsozialismus verzeichnet sind. Sie bemühten sich erfolgreich um Fotos von über 11.400 in den Jahren 1942–1944 deportierten jüdischen Kindern. Die französische Bahn SNCF begrüßte das Projekt und zeigte drei Jahre lang auf 18 Bahnhöfen eine Wanderausstellung (Enfants juifs déportés de France). Die Deutsche Bahn, Rechtsnachfolgerin der Deutschen Reichsbahn, lehnte eine entsprechende Ausstellung in den DB-Bahnhöfen „aus Sicherheitsgründen“ ab und verwies sie ins DB-Museum nach Nürnberg. Der damalige DB-Chef Hartmut Mehdorn argumentierte, das Thema sei „viel zu ernst, als dass man sich brötchenkauend“ auf Bahnhöfen mit ihm beschäftigen dürfe. Verkehrsminister Wolfgang Tiefensee machte sich für die Position der Klarsfelds stark. Ende 2006 verständigten sich Tiefensee und Mehdorn darauf, eine neue, DB-eigene Ausstellung über die Rolle der Reichsbahn im Zweiten Weltkrieg zu unterstützen.
Im Rahmen der von der Deutschen Bahn konzipierten Wanderausstellung „Sonderzüge in den Tod“ ist ein Teil der Dokumente seit dem 23. Januar 2008 auch auf zahlreichen deutschen Bahnhöfen gezeigt worden. Seit ihrer Eröffnung haben diese Ausstellung über 150.000 Menschen gesehen. Die Jagd auf Klaus Barbie wurde 2008 in dem Film Die Hetzjagd („La Traque“) verfilmt. Im Jahr 2009 wurde Beate Klarsfeld von der Bundestagsfraktion Die Linke für das Bundesverdienstkreuz vorgeschlagen. Das von Bundesaußenminister Guido Westerwelle geleitete Auswärtige Amt, das für die Verleihung an im Ausland lebende deutsche Staatsangehörige zuständig ist, lehnte dies ab. In der Amtszeit von Joschka Fischer als Außenminister (1998 bis 2005) war die Verleihung schon einmal abgelehnt worden. Im Jahr 2015 wurde ihr das Bundesverdienstkreuz 1. Klasse verliehen.
Sowohl im Dokumentarfilm Beate Klarsfeld – Aus Liebe zur Gerechtigkeit von Sabine Jainski und Ilona Kalmbach für Arte/ZDF von 2005, als auch in ihrem Gespräch mit Johanna Adorján veröffentlicht am 23. November 2008 in der Frankfurter Allgemeinen Zeitung unter der Überschrift Ich bin stolz, Deutsche zu sein betont Beate Klarsfeld ihren positiven Bezug zu Deutschland.
Seit 2008 vertritt Beate Klarsfeld mit Michel Cullin Frankreich im International Council des Austrian Service Abroad und unterstützt dabei vor allem den Gedenkdienst von jungen Österreichern in Holocaust-Gedenkstätten und Jüdischen Museen weltweit.
Am 8. November 2009 wurde ihr in München der Georg-Elser-Preis verliehen; allerdings erfolgte ihre Nominierung unter Verletzung des Statuts.

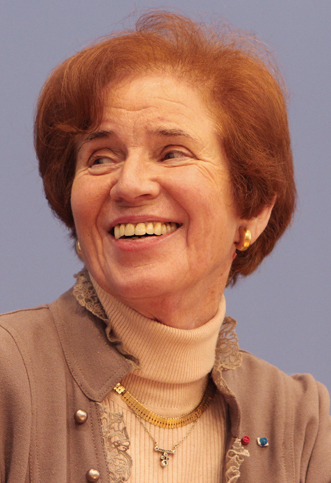
Beate Klarsfeld (2012)

### Kandidatur zur Bundespräsidentin
Am 27. Februar 2012 wurde Klarsfeld, nachdem zuvor noch Luc Jochimsen und Christoph Butterwegge als mögliche Kandidaten genannt wurden, vom Vorstand der Partei Die Linke einstimmig für die Wahl des deutschen Bundespräsidenten 2012 als Kandidatin nominiert.
Klarsfeld erklärte, sie fühle sich durch Die Linke hundertprozentig im Kampf gegen den Faschismus unterstützt. Dass die Partei sie in Kenntnis ihres Einsatzes für Israel nominiert habe, zeige, dass die Partei in dieser Beziehung mit ihr einig sei. Sie legte kein Programm für ihre Amtsführung im Fall ihrer Wahl fest, erklärte jedoch, das Ansehen Deutschlands verbessern zu wollen. Es müsse ein moralisches Deutschland geschaffen werden, das auch in anderen Ländern Europas soziale Gerechtigkeit herbeiführen könne. Klarsfeld ließ verlauten, bei der Präsidentschaftswahl in Frankreich 2012 Amtsinhaber Nicolas Sarkozy zu unterstützen. Sie habe keine „Bauchschmerzen, dass ich ausgerechnet für die Linken kandidiere“, wenngleich ihr eine Nominierung vonseiten der CDU oder der SPD lieber gewesen wäre. Die Wahl zur Bundespräsidentin wäre die „höchste Auszeichnung“, die ihr zuteilwerden könne.
Bei der Wahl am 18. März 2012 votierten 126 Mitglieder der Bundesversammlung für Klarsfeld. Das waren drei mehr, als die Linkspartei Delegierte stellte. Klarsfeld unterlag damit gegen Joachim Gauck, dessen Kandidatur von CDU/CSU, SPD, Grünen und FDP unterstützt worden war und der 991 Stimmen erhielt.

### Stasi-Kontakte und Unterstützung durch die SED
Im Rahmen von Klarsfelds Kandidatur zur Bundespräsidentin machte der Sächsische Landesbeauftragte für die Stasiunterlagen, Lutz Rathenow, Ende Februar 2012 gegenüber dem Tagesspiegel ihre Kontakte zum Ministerium für Staatssicherheit der DDR zum Thema. Klarsfeld habe zwar keine Berichte geliefert und sei auch kein Spitzel gewesen, habe aber immer wieder Material vom DDR-Geheimdienst bekommen. Das habe sie auch gewollt. Rathenow zufolge, bedürfte es „schon einer Reflexion, wie weit die Stasizuarbeit der Naziverbrechens-Erhellung gedient und wo sie geschadet hat.“ Er fragte weiter: „Wäre solches Geheimdienstvertrauen auch gegenüber der amerikanischen CIA oder dem Bundesnachrichtendienst aufgebracht worden? Wohin führte es politisch bei jenen, die sich durch permanente Annahme von Material auch erpressbar machten?“ Die ehemaligen Stasi-Offiziere Günter Bohnsack und Herbert Brehmer hatten schon 1991 in einem Artikel für den Spiegel publik gemacht, dass Frau Klarsfeld das „belastende Material gegen den damaligen Bundeskanzler Kurt Georg Kiesinger“, „mit dem sie dann seit 1967 Kiesingers NS-Vergangenheit anprangerte“, bei ihnen abgeholt habe. Auch ihr Mann Serge sei mehrfach bei ihnen gewesen. Die beiden hätten „stapelweise Dokumente“ von ihnen bekommen. Laut Bohnsack begann diese Zusammenarbeit 1966 und endete erst 1989. Den „Plan mit der Ohrfeige“ habe Klarsfeld „wohl selbst ausgeheckt“; er wusste vor dessen Ausführung nichts davon. Klarsfeld bestätigte, dass sie keine Informantin war, die DDR ihr aber vorgeschlagen habe, „Archive zu Naziverbrechern in Potsdam“ zu öffnen. Nach Klarsfelds Aktionen gegen Antisemitismus Anfang der 70er-Jahre in Prag und Warschau habe die DDR diese Türen jedoch wieder geschlossen. Vom Stasi-Hintergrund ihrer Gesprächspartner in der DDR habe sie damals nichts gewusst: „Ich traf mich mit Leuten, von denen ich annahm, sie seien Historiker mit Zugang zum Staatsarchiv der DDR.“
Am 5. März 2012 wurde Klarsfeld vom Sächsischen Landtag über die Liste der Linken-Fraktion als eine von 33 Wahlleuten zum Mitglied der 15. Bundesversammlung 2012 gewählt.
Am 7. März 2012 machte Die Welt unter der Artikelüberschrift „2000 D-Mark für die berühmteste deutsche Ohrfeige“ eine interne Anweisung des SED-Politbüro-Mitglieds Albert Norden bekannt, mit der am 14. November 1968, eine Woche nach der Ohrfeige gegen Kiesinger, Klarsfeld 2000 DM „für weitere Initiativen“ bereitgestellt werden sollten. Offiziell sollte der Betrag als Honorar eines Artikels ausgewiesen werden, den sie für die Auslandszeitschrift DDR-Revue geschrieben hatte.
Bezugnehmend auf diese Veröffentlichung sprach CDU-Generalsekretär Hermann Gröhe Klarsfeld jegliche Eignung für das Amt des Bundespräsidenten ab. Der damalige Leiter der Gedenkstätte Berlin-Hohenschönhausen, Hubertus Knabe, äußerte sich ähnlich und attestierte ihr ein fehlendes „demokratisches Bewusstsein“. Angesprochen auf die Vorwürfe, sagte Klarsfeld, es sei unverschämt, ihr Eintreten wegen Kiesingers NS-Vergangenheit auf Unterstützungen durch die DDR zu reduzieren. Sie habe nie im Auftrag der DDR gearbeitet, sondern in ihrem eigenen Auftrag. 1968 habe sie einige Tage nach der Ohrfeige 2000 Mark dafür aufgewendet, um die Störung einer Veranstaltung mit Kiesinger in Brüssel zu organisieren. Bereits 1972 habe sie das in ihrer Autobiografie beschrieben.
Klarsfeld beschreibt in ihrer 1972 erschienenen Autobiografie, dass sie 2000 D-Mark für einen Artikel im Ost-Berliner Magazin Horizont erhalten habe. Mit dem Geld habe sie die Flugkosten von Unterstützern ihrer Aktion am 13. November 1968 in Brüssel beglichen, die mit Exemplaren der Broschüre über Kiesinger aus Berlin anreisten.
Klarsfelds Antwort wurde von Die Welt als indirektes und erstmaliges Eingeständnis interpretiert, dass sie die 2000 DM seinerzeit tatsächlich erhalten hatte. FDP-Generalsekretär Patrick Döring kommentierte: „Wenn sich herausstellen sollte, dass Frau Klarsfeld 1968 nichts als eine Helfershelferin für eine von der SED bezahlte PR-Aktion war, ist ihre Kandidatur für das höchste deutsche Staatsamt eine Ohrfeige für alle Demokraten in unserem Land“. Der Generalsekretär der CSU, Alexander Dobrindt, nannte Klarsfeld eine „SED-Marionette“. Die Bundesgeschäftsführerin der Partei DIE LINKE, Caren Lay, bezeichnete es dagegen als „absurden Vorwurf“, Klarsfelds Engagement als „Auftragswerk der DDR zu diskreditieren“. Der stellvertretende Vorsitzende der Bundestagsfraktion Dietmar Bartsch sagte, Klarsfeld habe mit der Ohrfeige Kiesingers ein Zeichen setzen wollen, aber sehr viel mehr geleistet. Er wandte sich gegen eine Gleichsetzung von DDR und Nationalsozialismus und nannte es legitim, dass Klarsfeld in ihrem „Kampf gegen Nazis“ von Frankreich, von Israel und auch von der DDR unterstützt wurde.
In der Die Welt, welche Klarsfeld drei Jahre zuvor an ihrem Geburtstag gewürdigt hatte, erschienen nun Meinungskommentare, wonach es „wenig mit den Klarsfelds zu tun“ habe, dass Klaus Barbie vor Gericht gestellt wurde, und die Ohrfeige auch deshalb zweifelhaft sei, weil Kiesinger ein „Mitläufer des NS-Regimes“ gewesen sei. Die Welt bezieht sich damit auf die Einstufung Kiesingers bei der Entnazifizierung.

## Politische Positionen
Klarsfeld gab an, ihre Familie unterstütze im französischen Präsidentschaftswahlkampf 2012 den amtierenden Präsidenten Nicolas Sarkozy der konservativen UMP. Ihr Sohn Arno war persönlicher Berater von Sarkozy und 2007 bei der Parlamentswahl UMP-Kandidat.
Im Zuge ihrer Kandidatur für das Amt der deutschen Bundespräsidentin sprach sich Klarsfeld für ein Verbot der NPD aus.
Im Juni 2024 sagten Klarsfeld und ihr Mann, sie würden in einer Stichwahl zwischen Rassemblement National von Marine Le Pen und dem Linksbündnis der Nouveau Front populaire für den Rassemblement National stimmen, denn „Der RN bekämpft den Islamismus, und das ist für Juden wichtig.“ In einem Beitrag, der zwischen den beiden Wahlgängen in der Zeit erschien, widersprach die Soziologin Eva Illouz dieser Einstellung, die auch andere Juden in Frankreich teilen.

## Werke und Schriften (Auswahl)
- Deutsche Mädchen au pair in Paris, Voggenreiter, Bad Godesberg 1965.
- Die Wahrheit über Kiesinger (PDF; 275 kB), Artikel in der Zeitschrift elan, Juli/August 1968.
- Die Geschichte des PG 2 633 930 Kiesinger: Dokumentation mit einem Vorwort von Heinrich Böll. Melzer, Darmstadt 1969.
- K oder der subtile faschismus: mit Joseph Billig und Vorwort von Heinrich Böll. Extra-Dienst-GmbH, in Verbindung mit dem Jüdischen Aktionskreis (JAK), Berlin, 1969. Signatur der Deutschen Nationalbibliothek Frankfurt am Main: D 69/23806 und Leipzig: SA 22217 – 2.
- Wherever they may be! Vanguard Press, New York 1972, ISBN 0-8149-0748-2.
  - französische Originalausgabe: Partout où ils seront, 1972.
- mit Serge Klarsfeld: Die Kinder von Izieu. Eine jüdische Tragödie. Ed. Hentrich, Berlin 1991 (Reihe deutsche Vergangenheit, Nr. 51) ISBN 3-89468-001-6 (auch auf Französisch und Englisch).
- mit Serge Klarsfeld: Endstation Auschwitz: die Deportation deutscher und österreichischer jüdischer Kinder aus Frankreich; ein Erinnerungsbuch. Böhlau, Köln 2008, ISBN 978-3-412-20156-2.
- mit Serge Klarsfeld: Erinnerungen. Piper, München/Berlin 2015, ISBN 978-3-492-05707-3
  - als Hrsg.: Liebesbriefe aus dem Wartesaal zum Tod; Briefe von Charlotte Minna Rosenthal, geschrieben von Januar bis August 1942 aus den Internierungslagern Gurs und Brens in Frankreich an ihren Geliebten Rudolph Lewandowski, Stiftung Demokratie Saarland, Saarbrücken, 2013. Signatur der Deutschen Nationalbibliothek Frankfurt am Main: 2013 A 81226 und Leipzig: 2013 A 99942.

## Ehrungen
- 1974 erhielt Beate Klarsfeld in Israel die „Tapferkeitsmedaille der Ghettokämpfer“.
- 1984 ehrte sie der französische Präsident François Mitterrand als „Ritter der Ehrenlegion“.
- 2007 wurde sie vom Präsidenten Nicolas Sarkozy zum „Offizier der Ehrenlegion“ und 2013 zum Komtur ernannt.
- 2009 wurde sie mit dem Georg-Elser-Preis ausgezeichnet[59]
- 2011 erhielt sie, ebenfalls von Präsident Sarkozy, das Komturkreuz des Verdienstordens der Französischen Republik.
- 2015 wurde ihr zusammen mit ihrem Mann Serge Klarsfeld das Bundesverdienstkreuz 1. Klasse verliehen.[60][61]
- 2015 wurden Beate und Serge Klarsfeld zu UNESCO-Sonderbotschaftern für Bildung über den Holocaust und die Verhinderung von Völkermorden ernannt[62]
- 2016 Ehrung mit israelischer Staatsbürgerschaft.[63]
- 2019 wurden Beate und Serge Klarsfeld der Große Deutsch-Französische Medienpreis zuerkannt.
- 2022 erhielt Beate Klarsfeld die Großoffizierswürde der Ehrenlegion. Gleichzeitig wurde Serge Klarsfeld mit dem Großkreuz der Ehrenlegion ausgezeichnet.

## Filme
- Verfolgt und gejagt (Nazi Hunter: The Beate Klarsfeld Story), USA/Frankreich (1986), 100 Minuten, Regie: Michael Lindsay-Hogg, mit Farrah Fawcett als Beate Klarsfeld und Tom Conti als Serge Klarsfeld.
- Beate Klarsfeld – Aus Liebe zur Gerechtigkeit, Dokumentation, von Sabine Jainski und Ilona Kalmbach, 45 Minuten, arte/ZDF (2005)[64]
- Die Hetzjagd (französischer Titel: La Traque.), Spielfilm, Frankreich/Deutschland (2008), 108 Minuten, Regie: Laurent Jaoui,  mit Hanns Zischler als Klaus Barbie, Franka Potente als Beate Klarsfeld und Yvan Attal als Serge Klarsfeld;
- Berlin – Paris: Die Geschichte der Beate Klarsfeld, Dokumentation, Deutschland (2011), 81 Minuten, Regie: Hanna Laura Klar;
- Nicht Rache, sondern Gerechtigkeit. Das Leben von Beate und Serge Klarsfeld, Dokumentation, Deutschland/Frankreich (2016), 52 Minuten, Regie: Frank Gutermuth und Wolfgang Schoen;
- Klarsfeld: A Love Story. Dokumentarfilm, Großbritannien (2022), 90 Minuten, Regie: Mike Lerner, Martin Herring;[65]